# Wolfgang Döring (Politiker)

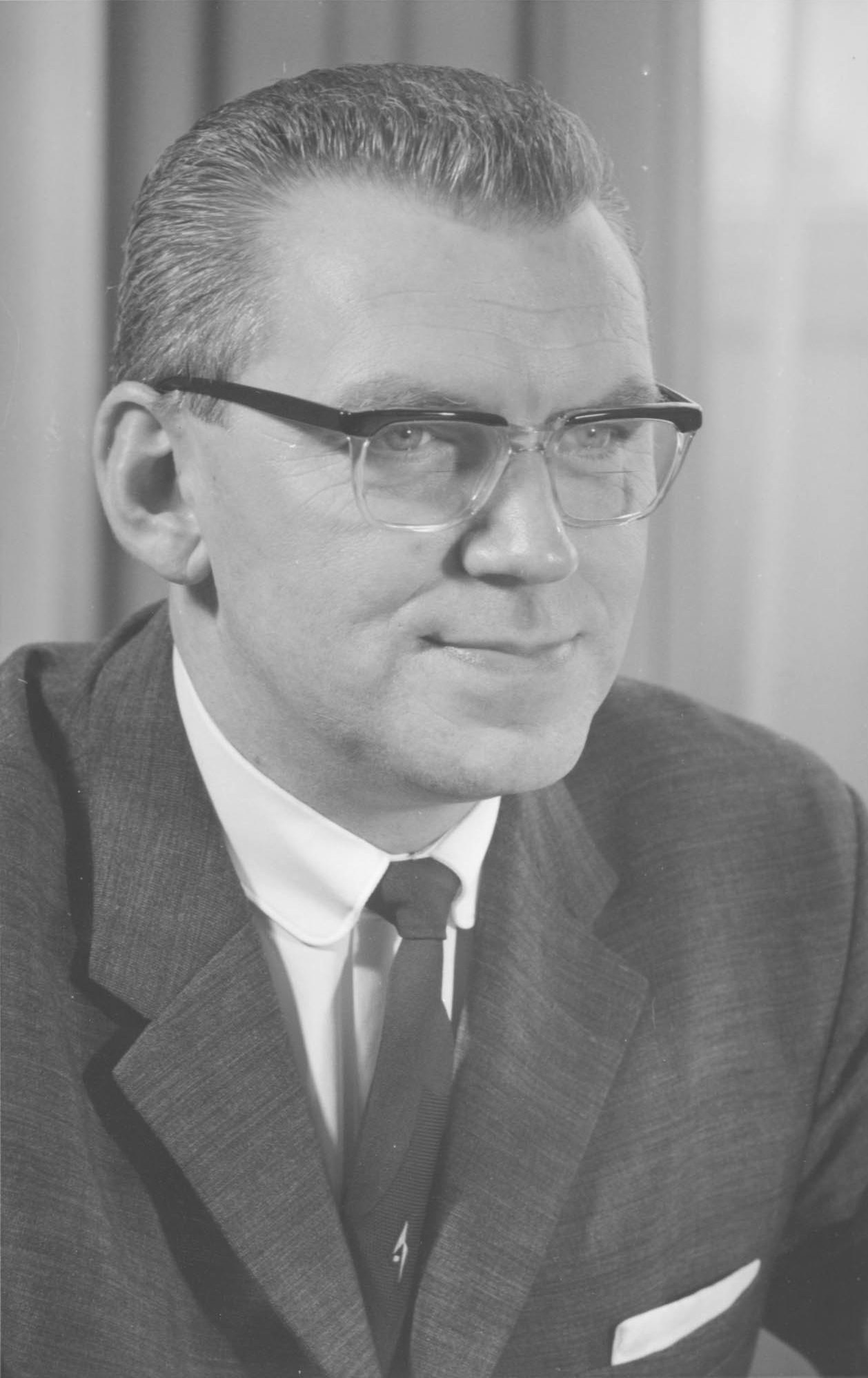
Wolfgang Döring

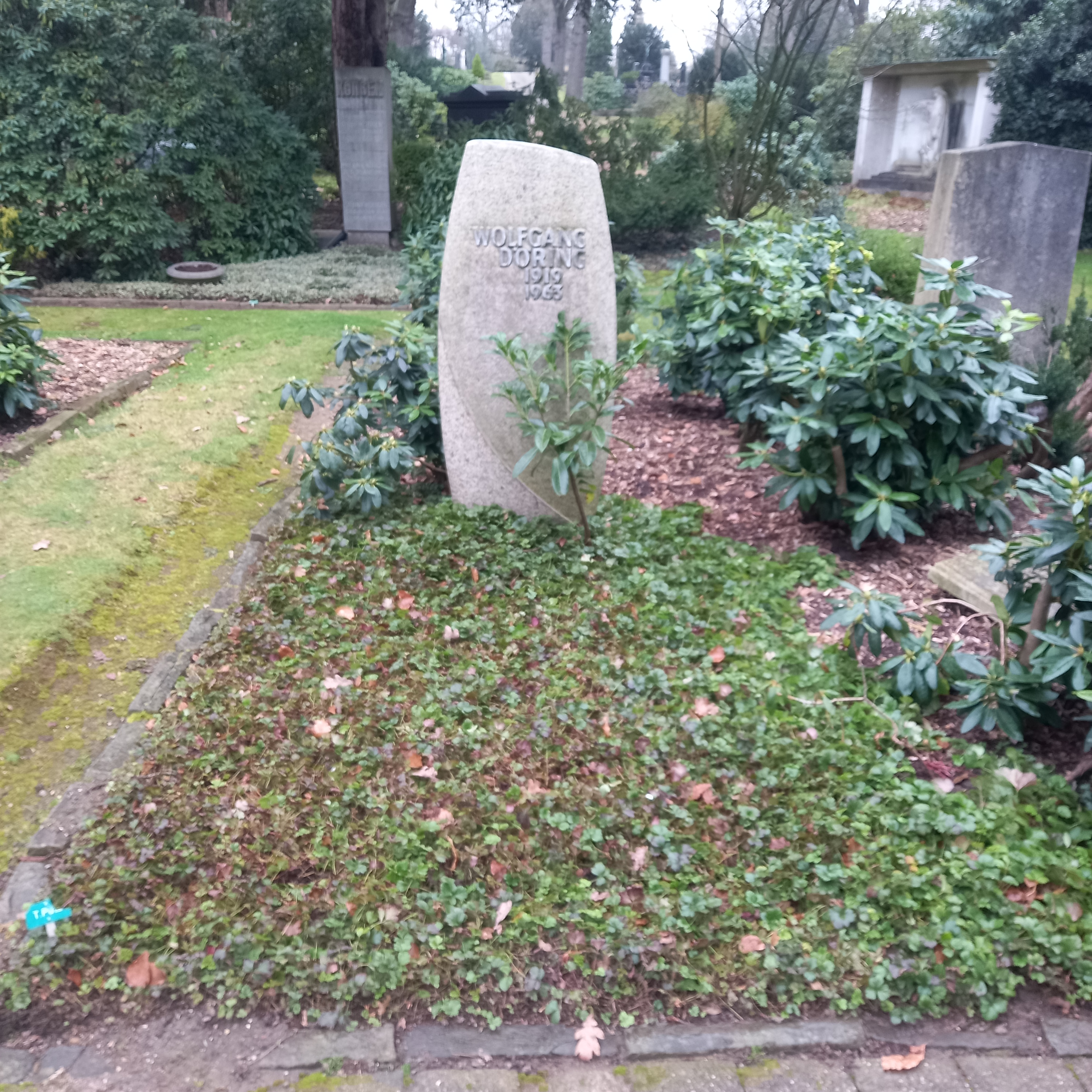
Das Grab von Wolfgang Döring auf dem Nordfriedhof (Düsseldorf)

Wolfgang Döring (* 11. November 1919 in Leipzig; † 17. Januar 1963 in Düsseldorf) war ein deutscher Politiker (FDP). Er war von 1956 bis 1958 Vorsitzender der FDP-Fraktion im Landtag Nordrhein-Westfalen, von 1957 bis zu seinem Tod Mitglied des Deutschen Bundestages und ab 1962 stellvertretender Bundesvorsitzender der FDP.

## Leben und Beruf
Nach dem Abitur 1937 an einem humanistischen Gymnasium in Leipzig und dem Reichsarbeitsdienst war Döring bis zum Ende des Zweiten Weltkrieges Berufsoffizier, zuletzt als Hauptmann der Panzertruppe. Er geriet in französische Kriegsgefangenschaft, aus der er nach Nordrhein-Westfalen floh. 1946 bis 1950 war er Betriebsleiter einer Maschinenfabrik in Mülheim an der Ruhr, bevor er hauptamtlich in die Dienste der FDP trat.

## Partei
Döring trat nach dem Zweiten Weltkrieg der FDP bei und wurde zum 1. August 1950 Hauptgeschäftsführer des Landesverbandes Nordrhein-Westfalen.
Ursprünglich sprach sich Döring für eine Politik der „nationalen Sammlung“ aus, um eine eigenständige FDP gegenüber der CDU zu sichern, erkannte jedoch rasch die Aussichtslosigkeit dieses Unterfangens und positionierte sich – insbesondere nach den Ereignissen der Naumann-Affäre – ab Mitte der 1950er Jahre eher auf dem rechtsstaatlichen Flügel der Partei. Er gehörte zu den sogenannten Jungtürken um Willi Weyer, Walter Scheel und Hans Wolfgang Rubin, die 1956 die Regierung von Karl Arnold (CDU) stürzten und damit kurzfristig zur Abspaltung des Ministerflügels und langfristig zur Öffnung der FDP in die politische Mitte führten. 1956 initiierte er Gespräche zwischen der FDP und der LDPD in der DDR, die in Weimar und Garmisch stattfanden und ein Vorbote der später von Walter Scheel und Hans-Dietrich Genscher betriebenen „neuen Ostpolitik“ waren. Vor der Bundestagswahl 1957 organisierte er den zentralen Wahlkampf der FDP. Er war zusammen mit Karl-Hermann Flach einer der Hauptautoren des „Berliner Programms“ von 1957. Flach sagte später über den programmatischen Kurswechsel Dörings: „Ich habe Döring mit liberalen Grundsätzen befreundet, er hat mich pragmatisch getrimmt“. 1962 wurde er zum stellvertretenden Bundesvorsitzenden gewählt.

## Abgeordneter
Von 1954 bis 1958 war Döring Landtagsabgeordneter in Nordrhein-Westfalen. 1955 wurde er stellvertretender Fraktionsvorsitzender und nach dem Regierungswechsel am 12. März 1956 Vorsitzender der FDP-Fraktion.
Vom 15. Oktober 1957 bis zu seinem Tode war Döring Mitglied des Deutschen Bundestages. Er wurde über die Landesliste in Nordrhein-Westfalen gewählt und war seit 1961 stellvertretender Vorsitzender der FDP-Bundestagsfraktion. Als Bundestagsabgeordneter bat er 1957 die Frankfurter Staatsanwaltschaft zu prüfen, ob man George John Dasch in Deutschland wegen Verrats an der Sabotageunternehmung „Pastorius“ in den USA während des Zweiten Weltkriegs anklagen könne. In der Bundestagsdebatte über die Spiegel-Affäre warf er Ende 1962 Konrad Adenauer und der CDU/CSU ein gestörtes Verhältnis zu Recht und Gesetz vor.
Der seit Jahren herzkranke Döring erlag auf einer Autofahrt nach Düsseldorf einem Herzinfarkt. Durch seine Bundestagsrede zur Spiegel-Affäre kamen vor allem aus der DDR (unbewiesene) Gerüchte auf, dass der Bundesnachrichtendienst oder der Militärische Abschirmdienst den Tod herbeigeführt hätten.
Unterlagen zu Dörings Tätigkeit für die FDP und im Deutschen Bundestag liegen im Archiv des Liberalismus der Friedrich-Naumann-Stiftung für die Freiheit in Gummersbach.

## Ehrungen
Nach Döring sind die FDP-nahe Wolfgang-Döring-Stiftung, das Wolfgang-Döring-Haus, die Parteizentrale der FDP Nordrhein-Westfalen in Düsseldorf, und Straßen in Düsseldorf und Göttingen benannt. In den 1960er Jahren gab es eine Wolfgang-Döring-Gesellschaft, die zusammen mit der FDP Nordrhein-Westfalen die Wolfgang-Döring-Medaille verlieh.